# Florica Lavric

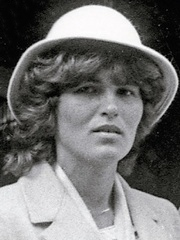
Florica Lavric in den 1980er-Jahren

Florica Lavric (* 7. Januar 1962 in Copălău; † 20. Juni 2014 in Bukarest) war eine rumänische Ruderin, die 1984 bei den Olympischen Spielen in Los Angeles gemeinsam mit Maria Fricioiu, Chira Apostol, Olga Homeghi und Viorica Ioja Olympiasiegerin im Vierer mit Steuerfrau wurde.